# 爱国联盟 (哥伦比亚)
爱国联盟（西班牙語：Unión Patriótica，缩写为UP）是哥伦比亚的一个左翼政党。该党成立于1985年5月28日，由哥伦比亚共产党和哥伦比亚革命武装力量—人民军的成员创建。
1980年代中期，该党成员不断遭受毒枭、准军事人员和安全部队特工施加的政治暴力，最终导致该党衰弱、边缘化，几近瓦解。2002年9月，该党失去注册政党的地位。2013年7月，该党重新获得注册政党的地位。